# ښ
ښ – litera rozszerzonego alfabetu arabskiego, wykorzystywana w języku paszto.

## Wartość fonetyczna
W zależności od dialektu oznacza:
- spółgłoskę szczelinową zadziąsłową bezdźwięczną [ʃ] (paszto południowo-wschodnie);
- spółgłoskę szczelinową z retrofleksją bezdźwięczną [ʂ] (paszto południowo-zachodnie);
- spółgłoskę szczelinową podniebienną bezdźwięczną [ç] (paszto północno-zachodnie);
- spółgłoskę szczelinową miękkopodniebienną bezdźwięczną [x] (paszto północno-wschodnie).

## Postacie litery
| Postać: | izolowana | końcowa | środkowa | początkowa |
| ------- | --------- | ------- | -------- | ---------- |
| Wygląd: | ښ‬         | ـښ‬      | ـښـ‬      | ښـ‬         |

## Kodowanie
| Znak                   | ښ                                               | ښ                                               |
| ---------------------- | ----------------------------------------------- | ----------------------------------------------- |
| Nazwa w Unikodzie      | Arabic Letter Seen with dot below and dot above | Arabic Letter Seen with dot below and dot above |
| Kodowanie              | dziesiątkowo                                    | szesnastkowo                                    |
| Unicode                | 1690                                            | U+069A                                          |
| UTF-8                  | 218 154                                         | da 9a                                           |
| Odwołania znakowe SGML | &#1690;                                         | &#x069A;                                        |